# Кистозна хигрома
Кистозна хигрома, кистична хигрома или кистозна лимфангиома е доброкачествен, мултилокуларен, кистичен тумор, произхождащ от лимфни съдове. Тази лимфна малформация се състои от мултилокуларни и мултилобуларни кисти, които са многобройни с диаметър от 1 до 5 cm. И двата пола са еднакво засегнати. Ембриологичната кистозна хигрома се причинява от секвестрация на примитивни лимфни торбички. Има общо пет от тези торбички. Кистозната хигрома най-често се появява на шията, където се образува чрез отделяне от югуларната лимфна торбичка, която се образува първа и е най-голямата от всичките пет.

## Епидемиология
- В световен мащаб кистозната хигрома се среща при 1 на 6 000 живородени. Може да се локализира:
- в около 75% от случаите в областта на шията,
- в около 20% от случаите в областта на подмишниците,
- в останалите 5% от случаите може да се открие в средната част на гръдния кош (медиастинума) или друга част на тялото.[1]

И двата пола са еднакво засегнати от кистозни промени.

## Етиопатогенеза
Ембриологично казано, кистозната хигрома се причинява от секвестрация (поредица от разцепвания в мезенхимната тъкан на ембриона през 6-та гестационна седмица), примитивни лимфни торбички. От тези торбички, които са общо пет, се появяват незначителни кистозни разширения, които се простират в лимфните съдове и се свързват с венозната система, за да осигурят лимфен дренаж. Кистозната хигрома най-често се появява на шията, където се образува чрез отделяне от югуларната лимфна торбичка, която се образува първа и е най-голямата от всичките пет.
При липса на гореспоменатия процес се оставят неорганизирани, кистозно изменени лимфни съдове, които в изразена и екстремна форма се проявяват като кистозна хигрома или кистозна лимфангиома.

## Клинична картина
Кистозната хигрома най-често се проявява клинично като мека тъкан, туморна маса, неясно ограничена от околната среда, която е предимно достъпна за палпация.
Ако състоянието е голямо, то може да окаже натиск върху трахеята и да причини запушване на дихателните пътища (с придружаваща диспнея ). Ето защо е много важно навреме да се диагностицира разпространението на туморни издатини към дъното на устната кухина, фаринкса или медиастинума.

## Диагноза
Диагнозата на кистозна хигрома се поставя чрез:
- физическо изследване
- рентгенография на гръдния кош, която разкрива възможното разширяване на тумора в средния гръдния кош (медиастинума). Компютърна томография (CT) или ядрено-магнитен резонанс (MRI) предоставят подробна информация за степента на тумора и връзката му със съседните, невроваскуларни и други структури, които са жизненоважни.[1]
- ултразвук

Диференциалната диагноза се основава на изключване на съдови малформации, хемангиоми и други тумори на шията.

## Лечение
Терапията е хирургична или склерозираща.

### Хирургично лечение
Ако кистозната хигрома е придружена от усложнения, операцията се предприема веднага след диагнозата. Ако има нужда от обширна хирургична интервенция, например при преждевременни раждания, или ако туморът е засегнал значими невроваскуларни структури, които са крехки в ранна възраст, операцията може да се отложи до втората година от живота. Тогава операцията ще бъде по-малко обширна и жизненоважните структури ще бъдат по-лесно видими от хирурга.

### Склерозна терапия
Ако кистозната хигрома се състои от голяма, унилокуларна киста, лечението на склерозата може да се опита чрез инжектиране на пицибанил (или OK-432), агент, който съдържа пеницилин и атенюирани стрептококи. В последно време това лекарство се доказа като успешен терапевтичен метод при неоперативно лечение на кистозна хигрома.
Повторната поява на кистозна хигрома след пълно отстраняване е около 10%, докато този процент е по-висок, ако около значими невроваскуларни елементи е останала повече остатъчна туморна тъкан.